# 591426 Adalawson
591426 Adalawson è un asteroide areosecante. Scoperto nel 2013, presenta un'orbita caratterizzata da un semiasse maggiore pari a 1,887496 UA e da un'eccentricità di 0,129585, inclinata di 19,280041° rispetto all'eclittica.